# Yamaha V-Max

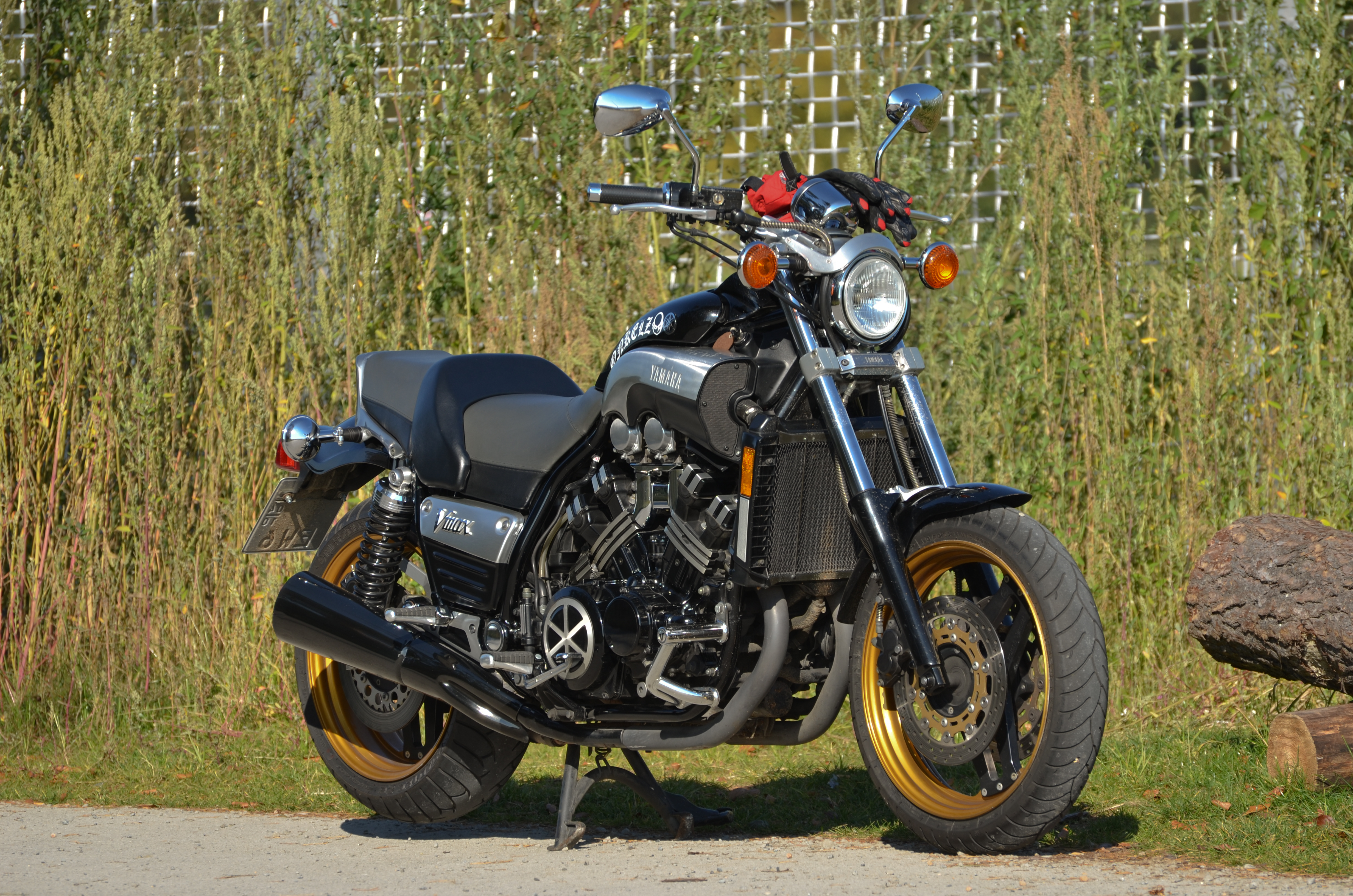
Yamaha V-Max

Круїзер, що виробляється компанією Yamaha з 1985 року, відомий завдяки своєму потужному двигуну V4 і оригінальному дизайну. У 2008 році, назву V-Max було замінено на VMAX.

## Історія
Для розробки дизайну мотоцикла був запрошений англійський дизайнер Джон Рід. Взявши за основу Yamaha Venture Royale, Рід створив потужний круізер. 
Відразу після випуску першої моделі в 1985 році, V-Max здобув визнання критиків і був названий "Мотоцикл року" за версією Cycle Guide. Незважаючи на продажу не тільки в Японії, але і за кордоном, V-Max випускався з незначними модифікаціями поріявняно з першою випущеною моделлю. Швидкий розгін мотоцикла не можна було не відзначити, проте також не можна було не помітити недостатню маневреність і вельми м'яку підвіску.   
Незважаючи на невеликі зміни моделі в 1993 році, коли був збільшений діаметр вилки для мінімізації вобблінга на великих швидкостях, були встановлені чотирьох-поршневі гальмівні супорти та інші модифікації, що підвищують керованість і безпеку мотоцикла, модель 2008 року виглядала також як і оригінал 1985 року. 
До 2008 року продажі мотоцикла Yamaha V-Max здійснювалися дочірнім підрозділом Yamaha Star Motorcycles.

## Загальні відомості

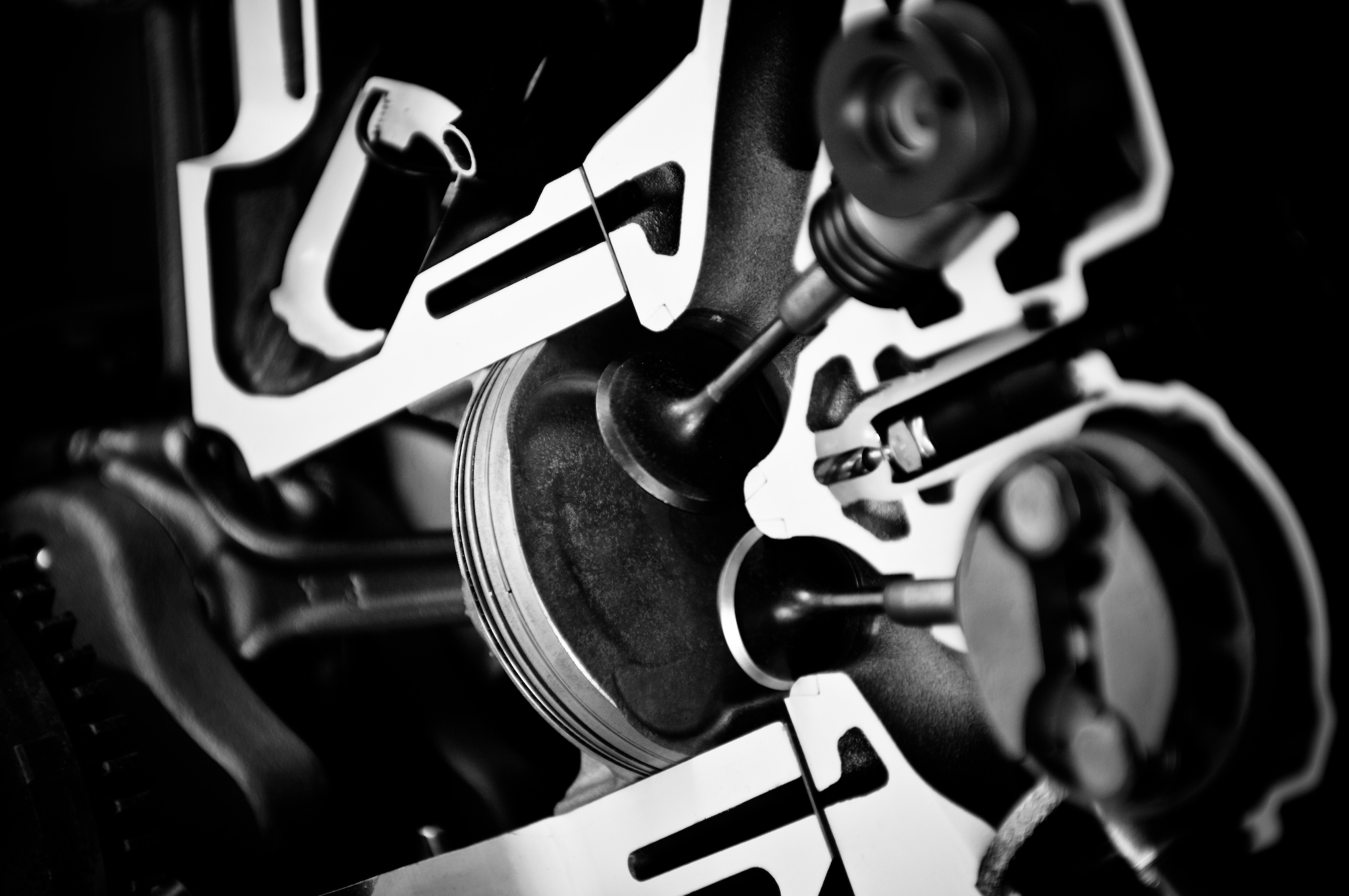
Клапани і поршень в розрізі двигуна V-Max.

В цілому, V-Max 2300 мм довжиною, 795 мм шириною, і 1160 мм заввишки. Двигун модифікована версія V4 від Yamaha Venture, були встановлені 4 клапана на циліндр, система розподілу DOHC. Згодом збільшена ступінь стиснення до 10,5:1 і додана система V-Boost.

### V-Boost
Система V-Boost, при роботі двигуна починаючи з 5750 об/хв, у впускному колекторі відкриває заслінки між 1 і 2, 3 і 4 циліндрами. Заслінки відкриваються поступово, відповідно до швидкості обертання двигуна. Повне відкриття заслінок досягається на 8000 об/хв. Система зчитує значення швидкості обертання двигуна і передає розрахункові значення на сервопривід. Сервопривід за допомогою троса регулює положення заслінок. Система подачі суміші V-Boost дозволяє отримати 10% приріст максимальної потужності двигуна. 

## VMAX
У 2005 році, на 39 Токійському автосалоні, Yamaha продемонструвала нову концептуальну модель V-Max. Було представлено нове шасі, сучасна гальмівна система, а також багато інших модифікацій.
4 червня 2008 року, Yamaha офіційно випустила повністю перероблений VMAX 2009 модельного року на ринок Північної Америки та Європи. Повністю алюмінієва рама, двигун V4 об'ємом 1679 см3 з рідинним охолодженням і системою газорозподілу DOHC, також додана електронна система упорскування суміші Yamaha Chip Controlled Intake (YCC-I), повністю регульована підвіска, антиблокувальна система гальмування, ковзне зчеплення, паливний бак під сидінням.
20 вересня 2009 року VMAX вийшов на ринок Індії. 
На даний момент (2012 рік) модель VMAX випускається без змін порівняно з моделлю 2009 року.